# Benkovac
Benkovac (wł. Bencovazzo) – miasto w Chorwacji, w żupanii zadarskiej, siedziba miasta Benkovac. W 2011 roku liczył 2866 mieszkańców.
Mieszkańcy miasta utrzymują się głównie z rolnictwa, przede wszystkim zaś z uprawy winogron. W pobliżu miasta wydobywa się również kamień stosowany jako budulec.